# Des McNulty

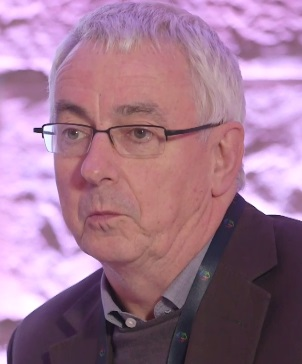
Des McNulty

Des McNulty (* 28. Juli 1952 in Stockport) ist ein in England geborener schottischer Politiker und Mitglied der Labour Party.

## Leben
McNulty besuchte die St Bede’s School in Manchester und studierte anschließend Sozialwissenschaften an der Universität York. Er wechselte dann an die Universität Glasgow, um Politik zu studieren. Zwischen 1978 und 1991 war McNulty dann als Soziologiedozent am Glasgow College of Technology (heute Glasgow Caledonian University) tätig. Anschließend wurde er zum stellvertretenden Leiter des dortigen Instituts für Sozialwissenschaften ernannt. Zwischen 1997 und 1999 war er Leiter der Abteilung für die strategische Ausrichtung der Universität. McNulty ist verheiratet und dreifacher Vater. Unter anderem ist er Mitglied der Gewerkschaft GMB.

## Politischer Werdegang
Erste politische Erfahrungen sammelte McNulty als Mitglied des Bezirksrats von Strathclyde, dem er zwischen 1990 und 1996 angehörte. Von 1995 bis 1999 war er Mitglied des Stadtrates von Glasgow. Bei den ersten Schottischen Parlamentswahlen im Jahre 1999 trat McNulty erstmals zu Wahlen auf nationaler Ebene an. Er bewarb sich um das Direktmandat des Wahlkreises Clydebank and Milngavie und konnte sich mit deutlichem Vorsprung gegen den SNP-Kandidaten durchsetzen. Im November 2002 wurde er zum stellvertretenden Staatssekretär für Soziale Gerechtigkeit ernannt und löste dabei seine Parteikollegin Margaret Curran ab. Bei den Parlamentswahlen 2003 und 2007 verteidigte er sein Mandat. Im November 2006 wurde McNulty zum stellvertretenden Staatssekretär für das Gemeindewesen bestellt. Zuvor bekleidete Johann Lamont diese Position. Im Schattenkabinett der Labour Party vom November 2007 war er als Staatssekretär für Verkehr vorgesehen. Später wurde er Schattenminister für Bildung. Bei den Schottischen Parlamentswahlen 2011 unterlag McNulty knapp dem SNP-Kandidaten Gil Paterson und schied aus dem Parlament aus.